# Whatever Happens (Lied)
Whatever Happens (englisch für „was auch immer passiert“) ist ein Song des US-amerikanischen Sängers Michael Jackson, der am 29. Oktober 2001 auf dessen zehntem Studioalbum, Invincible, erschien.

## Entstehung
Whatever Happens wurde maßgeblich von Gil Gang und Geoffrey Williams geschrieben und von Michael Jackson und Teddy Riley produziert. Gang und Williams schrieben den Song bereits 1997. Ihre urbane Demo veröffentlichten sie in der Mitte der 2000er Jahre. Obwohl auch Jackson, Riley und Jasmine Quay als Autoren genannt werden, veränderten diese nur das Arrangement. Auf Rileys Wunsch hin wurden für die Streicher ein großes Orchester verwendet und Carlos Santana spielte die Gitarre sowie pfiff auf dem Song.

## Inhalt
Whatever Happens handelt von einem Paar, die eine unfreiwillige Zerreißprobe durchstehen müssen und sich sagen:„Was auch immer passiert, lass nicht meine Hand los“. Es wurde vermutet, dass es um ein ungewolltes Kind gehen könnte. Musikalisch ist Whatever Happens Latin-Pop. Auffallend ist das Pfeifen im Hintergrund, von dem behauptet wurde dem Song eine Stimmung wie in einem Western zu geben.

## Kritiken
The Stuart News nannte Whatever Happens den schlechtesten Song des gesamten Albums. Das Gitarrensolo von Carlos Santana sei lahm und das auf Smooth wirke wie Pyrotechnik dagegen. Ferner verglich die Zeitung Whatever Happens mit Sign Your Name von Terence Trent D’Arby.

## Besetzung
- Komposition – Michael Jackson, Teddy Riley, Gil Gang, Jasmine Quay, Geoffrey Williams
- Produktion – Michael Jackson, Teddy Riley
- Lead & Background Vocals – Michael Jackson
- Zusätzliche Background Vocals – Mario Vasquez, Mary Brown
- Gitarre – Rick Williams, Carlos Santana
- Pfeifen – Carlos Santana, Stuart Brawley
- Dirigent & Arrangement – Jeremy Lubbock
- Tontechniker & Mix – Teddy Riley, George Mayers, Bruce Swedien[3]